# Sunbeam-Talbot
Sunbeam-Talbot Limited fut une entreprise anglaise de fabrication de véhicules à moteur. Elle construisait des versions de sport haut de gamme des voitures du Groupe Rootes de 1935 à 1954. Appelée auparavant Clément-Talbot Limited, elle fabriquait des Talbot depuis 1902. Elle était basée à Londres.

## Formation du nom
Clément-Talbot a été rachetée par les frères Rootes au début de 1935, qui l'ont réorganisée pour faire des voitures du Groupe Rootes portant la marque Talbot.
En 1938, après quelques années d'étude, les frères Rootes décident de faire des grosses voitures de luxe de marque Sunbeam, rajoutent le nom à Talbot et mettent le nom Sunbeam-Talbot sur les voitures construites à North Kensington et sur le bâtiment de l'entreprise.
Après la Seconde Guerre Mondiale, la production des  Sunbeam-Talbot a repris à Londres, puis au Printemps 1946, elle est déplacée dans la nouvelle usine Rootes à Ryton-on-Dunsmore, dans le Warwickshire et l'usine Clément-Talbot de North Kensington devient un centre d'administration et de service Rootes.

## Arrière-plan Historique

### Clément-Talbot
Avant d'être rachetée par Rootes en 1935, cette entreprise de North Kensington fabriquait des voitures et des limousines  "pur-sang" de haute qualité de marque Talbot. Au démarrage en 1902, le nom de la société est Clément-Talbot Limited et elle garde ce nom jusqu'en 1938, où il devient Sunbeam-Talbot. Initialement société publique indépendante cotée au London Stock Exchange, Clément-Talbot fut rachetée en 1919 par Darracq et Co. En 1920, Darracq prend le contrôle de Sunbeam Motor car Company Limited de Wolverhampton, mais garde toutes les identités bien distinctes. En août 1920, Darracq est rebaptisé S T D Motors Limited pour reconnaître le rassemblement de Sunbeam, Talbot et Darracq en un seul droit de propriété.
Logos utilisés par Clément-Talbot

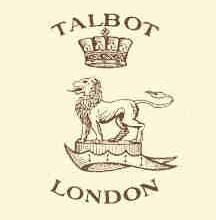
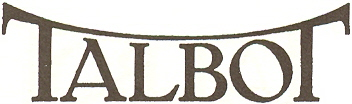
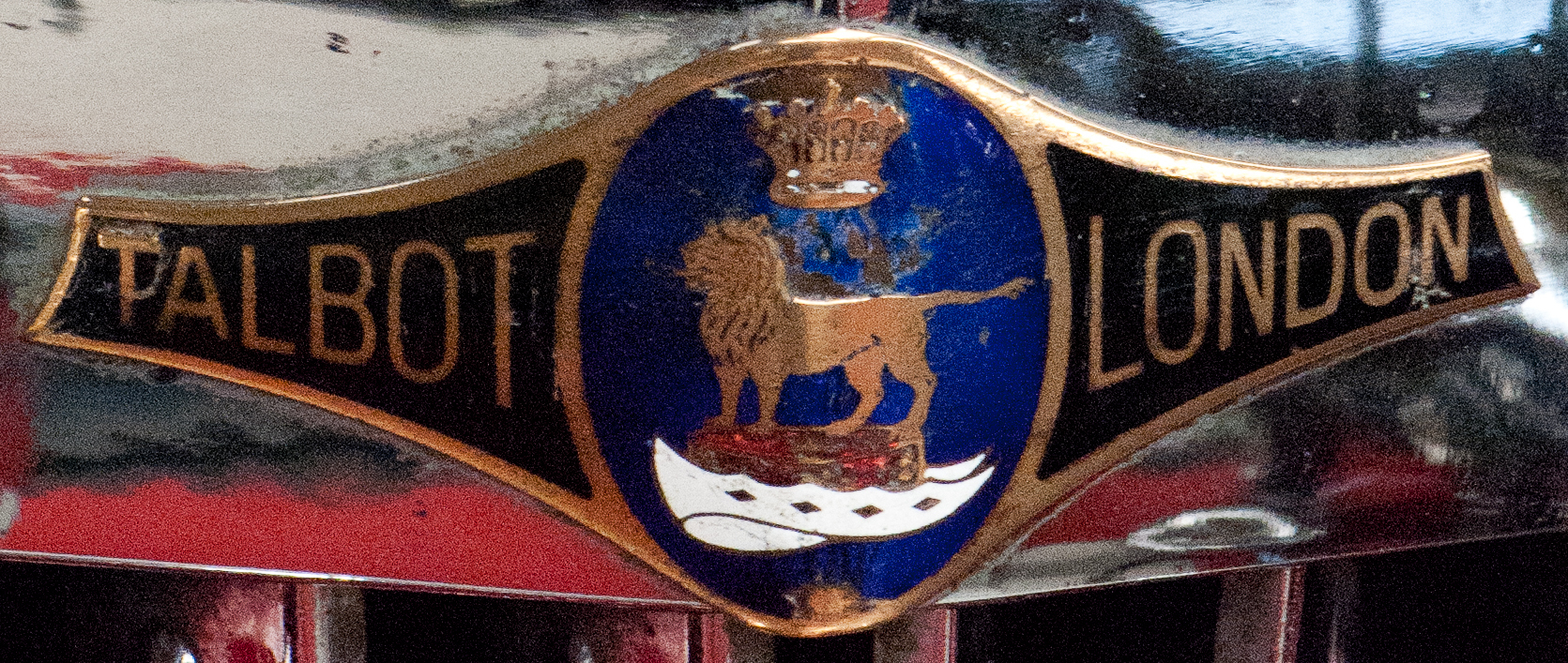

À la fin de 1934, S T D Motors a été obligée de vendre Sunbeam et l'usine Wolverhampton, en perte, et Talbot et l'usine de North Kensington, rentables, qui furent achetées par le Groupe Rootes frères. Un accord provisoire avec Rootes Securities (la société à portefeuille) a été trouvé en janvier 1935 et à partir de ce moment, Rootes contrôlé Clément-Talbot. Durant l'été 1935, Rootes Securities a annoncé qu'elle avait acheté Sunbeam Voitures Automobiles. Les modèles créés par Sunbeam n'avaient plus été mis à jour et la production a pris fin. Pendant l'année 1937 Humber Limited, contrôlée par Rootes, achète Clément-Talbot Limited et Sunbeam Motors Limited pour continur à construire des bus, à Rootes Securities Limited.

### Automobiles Talbot
S T D Moteurs avait finalement enlevé le nom Darracq de sa filiale française en 1922 pour ne garder que Talbot. Mais ils ont continué à importer les voitures françaises et lorsqu'elles sont vendues en Grande-Bretagne, ces voitures sont badgées Darracq-Talbot ou Talbot-Darracq ou tout simplement Darracq. Au moment où cet ancienne Clément-Talbot de Londres a été achetée par Rootes, les deux fabricants de "Talbot" n'ont plus aucune connexion du tout, et continuent à fabriquer des véhicules sans aucun rapport entre eux.

### Talbot Londres
Bien que les Talbot se vendaient bien, les modèles excessivement chers de Talbot Londres sont retirés de la production au cours de 1936. Depuis que le nouveau propriétaire a pris effet, ces modèles comprenaient de plus en plus de pièces Humber, et ont été remplacés avec des modèles du Groupe Rootes, beaucoup moins chers et plus simples, destinés à un tout autre marché, bien plus large. À partir de la fin de 1935, en capitalisant sur la bonne réputation de la marque Talbot, l'usine Clément-Talbot de North Kensington fabrique des versions améliorées des  voitures Hillman et Humber pour Rootes sous la marque Talbot. Pour commencer, l'ingénieur en chef et concepteur Georges Roesch propose une version modifiée de la Hillman Aero Minx pour le Salon de l'Auto d'octobre 1935, qui est nommé Talbot Dix.

## Sunbeam-Talbot

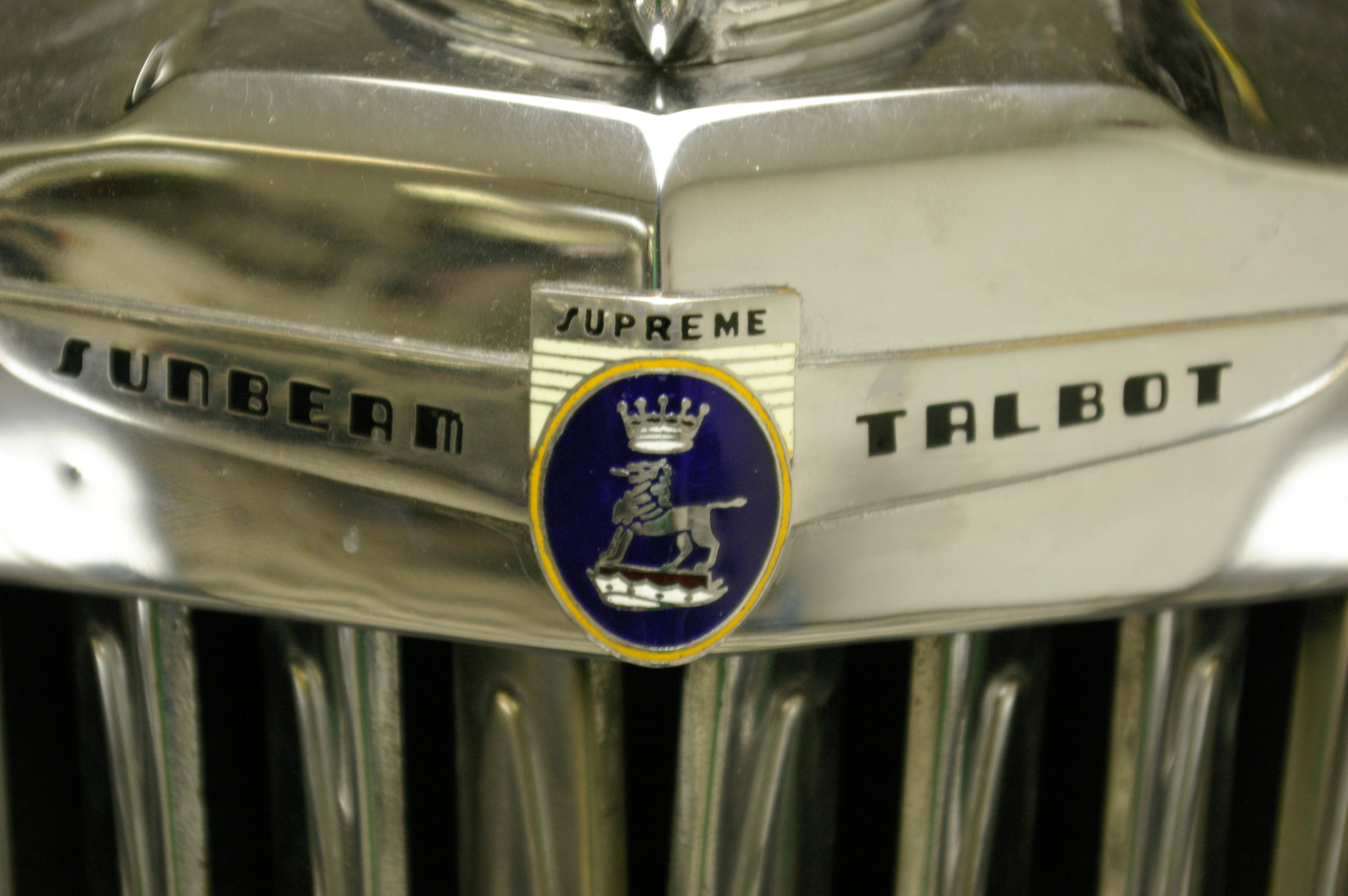

Même si l'intention avait été de poursuivre le nom Sunbeam sur une grande et chère voiture de luxe près de quatre ans après le rachat de Sunbeam par Rootes, il fut annoncé que Sunbeam Motors et Clément-Talbot étaient maintenant réunies sous l'appellation Clément-Talbot Limited rebaptisée Sunbeam-Talbot Limited, et qu'elle continuera à produire de bonnes voitures de qualité à des prix raisonnables.
Jusqu'à la Seconde Guerre mondiale, les voitures Sunbeam-Talbot ont été faites dans l'usine Clément-Talbot à North Kensington à Londres, équipée de machinerie vieillissante. Cet atelier réparait des moteurs d'avion pendant la guerre et, bien que la production de modèles d'avant-guerre reprit à Londres, au printemps 1946 la production Sunbeam-Talbot est déplacée dans la nouvelle usine Rootes à Ryton-on-Dunsmore, Warwickshire, et les bâtiments de North Kensington deviennent un centre administratif et de service Rootes.
Les deux premiers modèles ont été la belle Sunbeam–Talbot 10 auparavant Talbot Dix, et la 3 Litres. C'étaient des modèles Hillman et Humber modifiés, portant le radiateur et la marque Talbot au Salon de l'Auto d'octobre 1938. La nouvelle voiture 3 Litres était une combinaison de la Hillman Hawk courante, rebadgée plus tard Humber Snipe, avec une meilleure qualité de finition dans une carrosserie Hillman/Humber avec des lucarnes arrière distinctives.
La Dix a été lancée en août 1938, et était une mise à niveau de la précédente Talbot Dix, elle-même mise à niveau de la Hillman Aéro-Minx. Les puristes décrivent la nouvelle voiture comme "une Hillman Minx dans un costume de fête". Elle avait un moteur Minx de 1185 cm³ à soupapes latérales avec une culasse en alliage, et un châssis qui a son origine dans celui utilisé dans la Hillman Aero Minx. Les Dix étaient disponibles en berline  quatre portes, sport tourer (randonneuse de sport) et drophead coupé (décapotable).
La Sunbeam-Talbot 2 Litres a été introduite en 1939 et était basée sur la Dix, mais elle utilisait le moteur à soupapes latérales de 1944 cm³ de la Hillman 14, qui s'appellera plus tard Humber Hawk. En raison du déclenchement de la seconde Guerre Mondiale, ces modèles sont rares. Ils étaient disponibles dans les mêmes carrosseries que la Dix. La Sunbeam-Talbot 3 Litres est disponible en berline, berline sportive, sports tourer et drophead coupé. Un autre nouveau modèle de 1939 était le 4 Litre, la 3 Litres avec un moteur de 4086 cm³ six cylindres et culasse en alliage de la Humber Super Snipe. Elle a également été fournie en tant que limousine de tourisme.
Ces modèles ont à nouveau été fabriqués après la guerre jusqu'en 1948. Cependant, les matériaux manquaient à l'époque et il fut demandé que "tous les  moteurs [3 et 4 Litres] soient utilisés dans les grandes Humber", de sorte que la production Sunbeam Talbot a été, en réalité, presque ou entièrement limitée, après 1945, à la Minx 10 et à la 2 Litres.

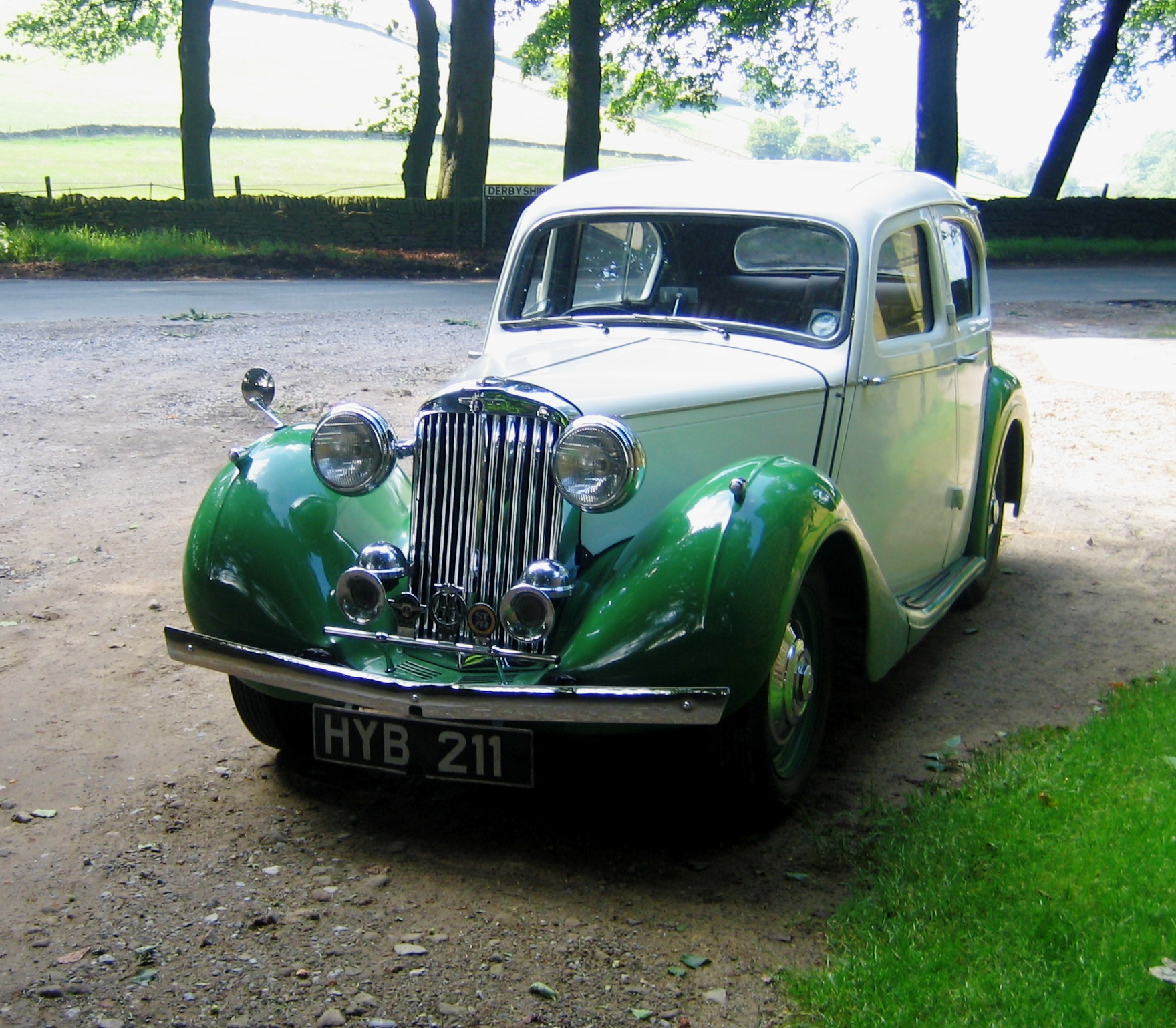
Berline de sport Dix, quatre portes et quatre vitres latérales de 1946 "une Hillman Minx dans un costume de fête"
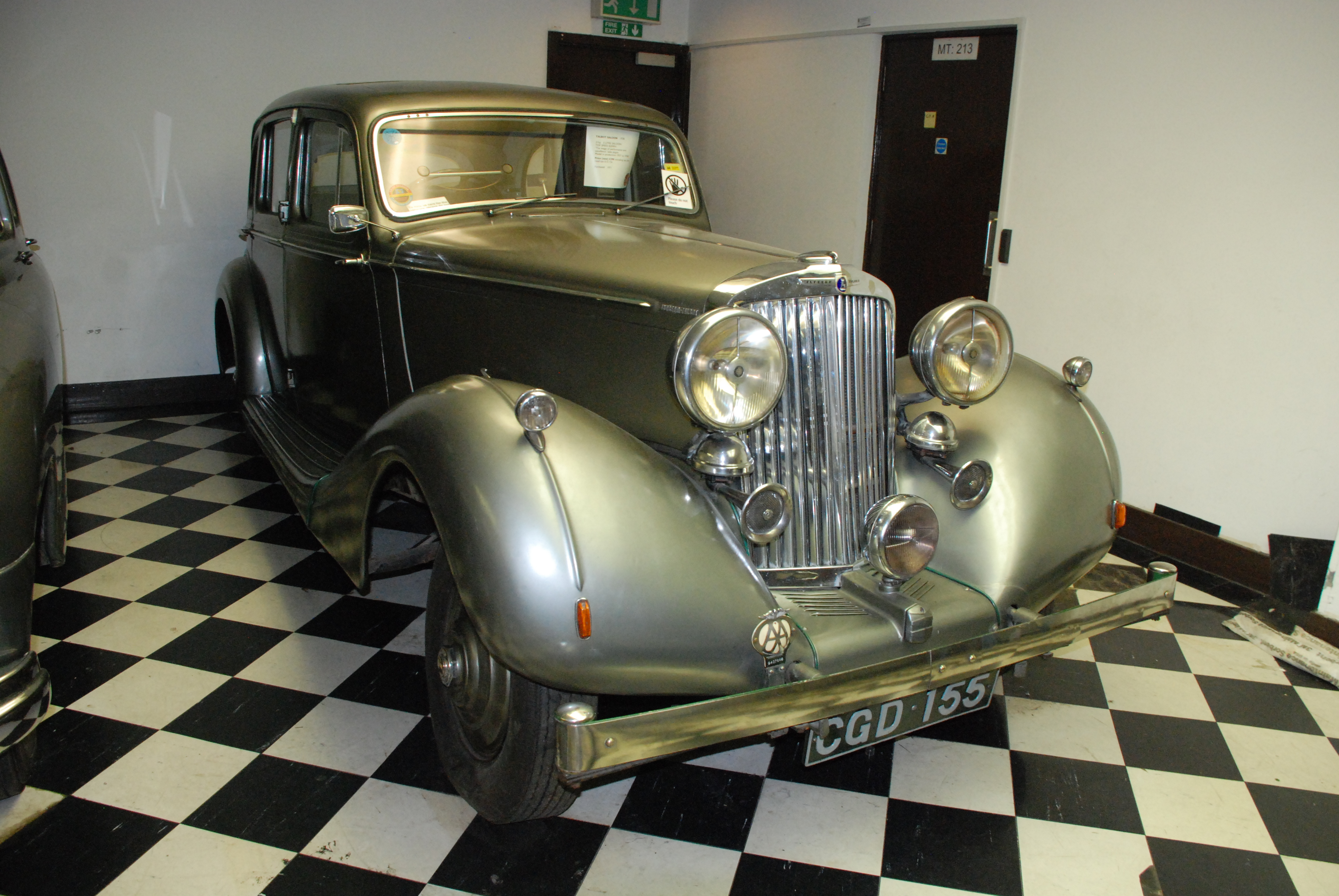
Berline de sport 3 litres 4 portes six fenêtres latérales de 1939, renommée Hillman Hawk
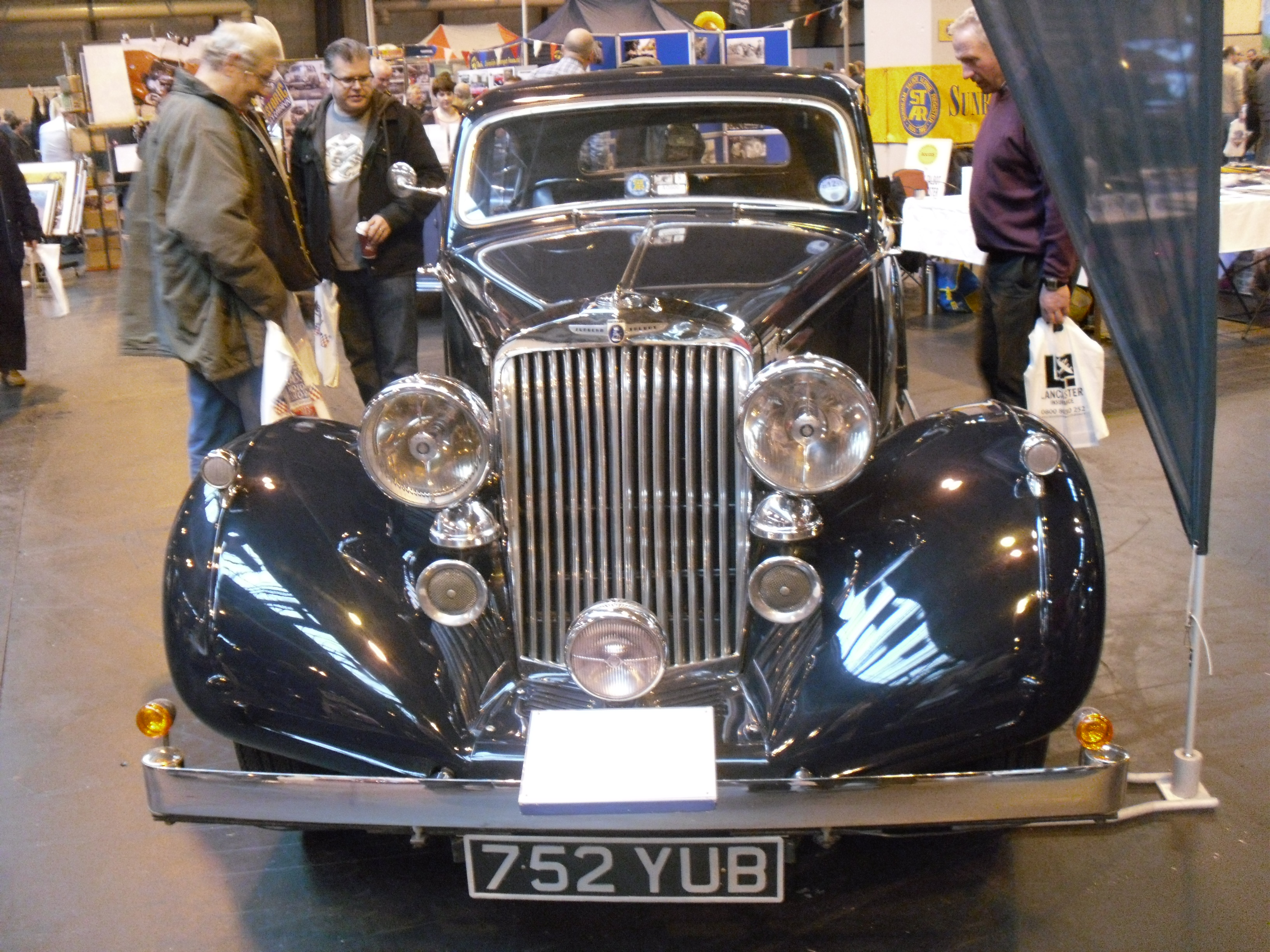
Berline de sport 4 litres 4 portes six fenêtres latérales de 1939, renommée Humber Super Snipe

### Seconde Guerre Mondiale
Pendant la guerre, l'usine de Barlby Road réparait des moteurs d'avion et construisait les camions Bantam de Karrier. Toute la production Sunbeam-Talbot est suspendue, même si Rootes continue de construire la Hillman Minx et la Humber Super Snipe pour usage militaire. Lorsque la production a repris en 1945, seuls les modèles 10 et 2 litres ont été poursuivis. Les modèles 3 et 4 litres n'ont jamais été repris. Au printemps 1946, la production a déménagé de l'ex-usine Talbot de Barlby Road à Londres à la nouvelle usine à Ryton, ouverte en 1940 pour la production de bombardiers et de véhicules militaires sous le régime d'usine de l'ombre du gouvernement du Royaume-Uni.

### L'après-guerre

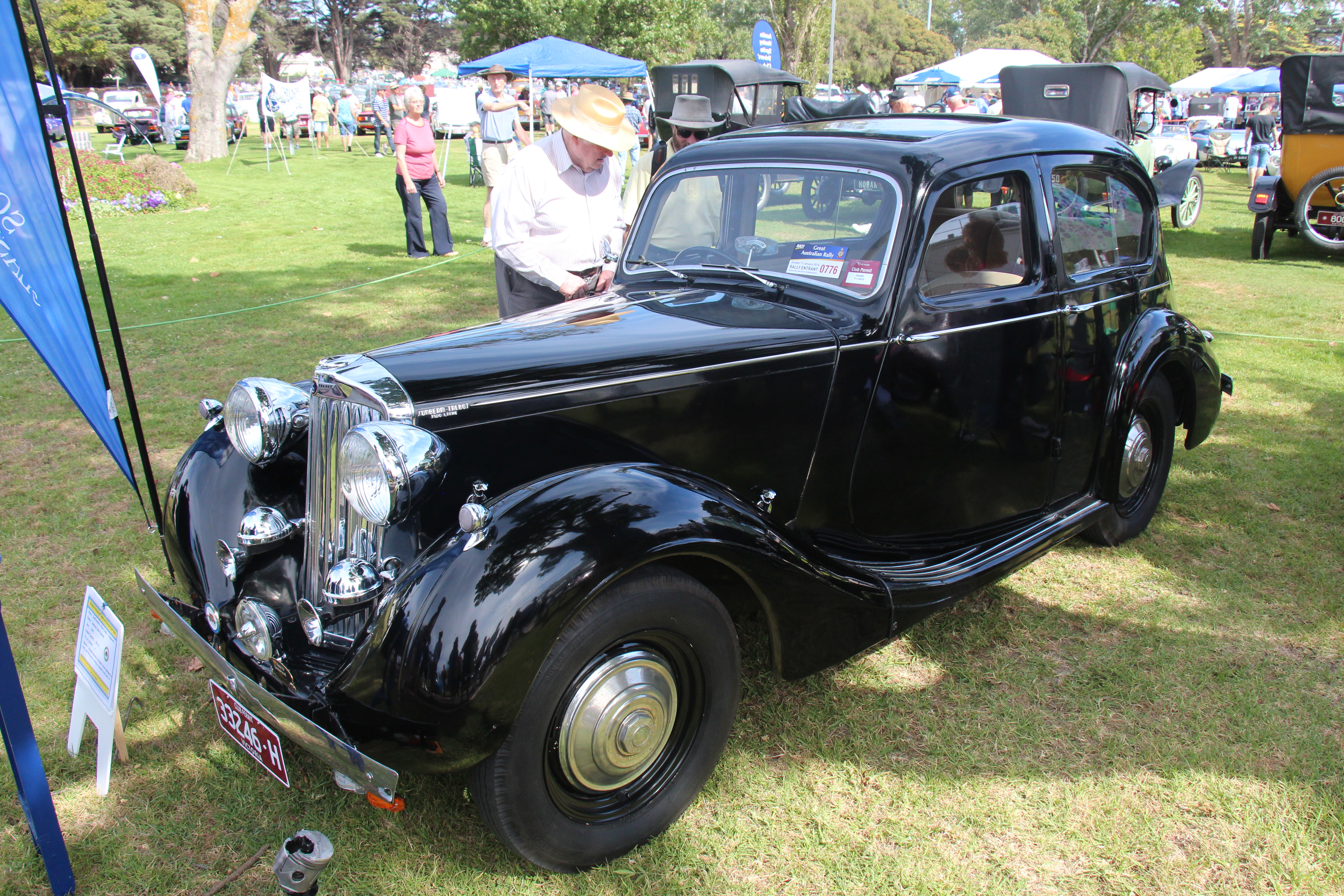
2 litres en 1947, avec moteur Hillman 14

Rootes fut relativement rapide à réintroduire les Sunbeam-Talbot 1.944 cm³ et 1.185 cm³ après la guerre. Si les voitures livrées au cours des deux premières années sont identiques aux conceptions vues pour la première fois en 1939, elles sont facilement identifiables par leurs phares séparés. L'usine de Londres est devenue un centre de service Rootes. (En 1987 l'extérieur du vieux bloc administratif de Barlby Road, W10, a été transformé en lieu de tournage pour le programme de la Thames Television The Bill, qui y a été tourné entre 1987 et 1990.)

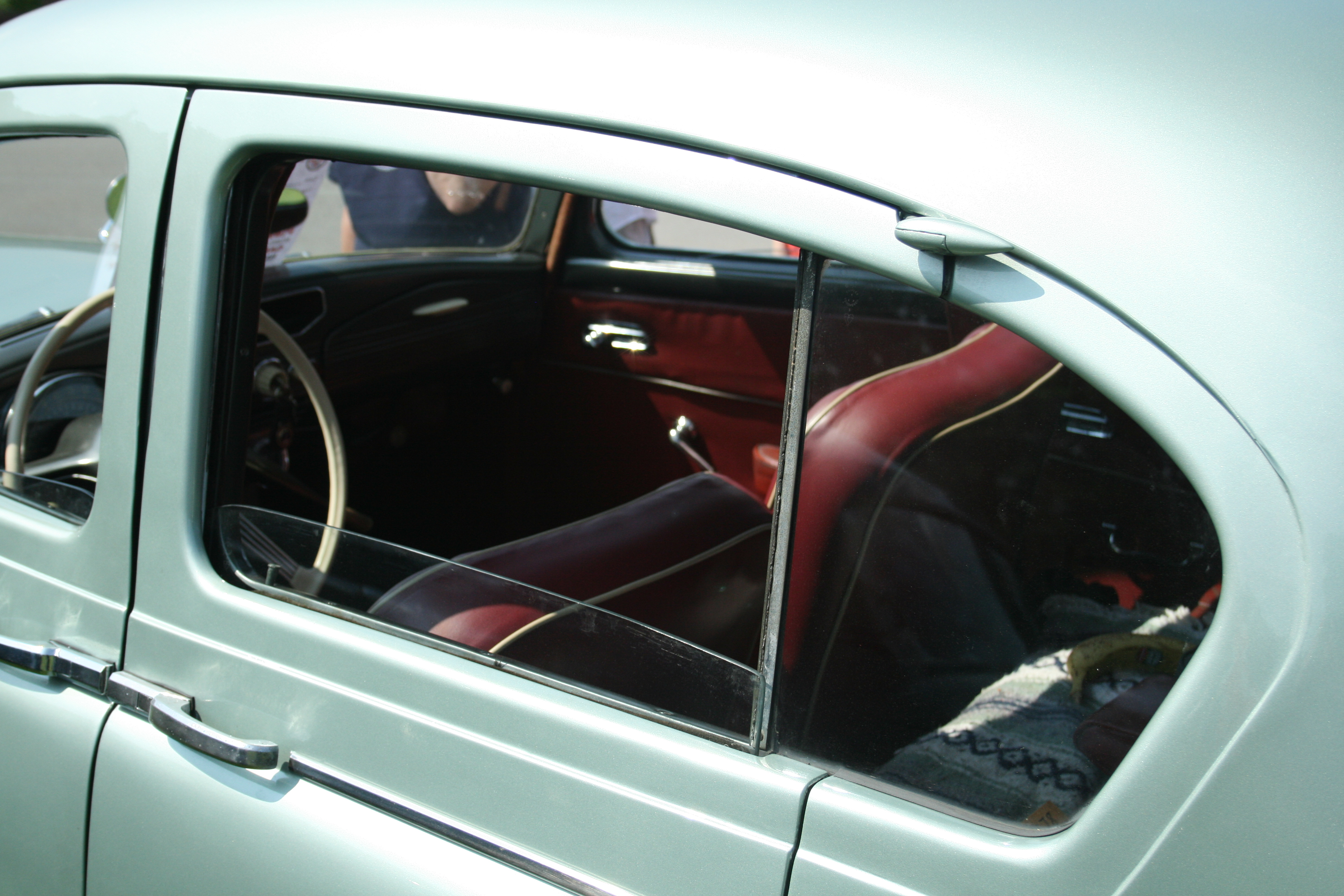
Les déflecteurs Sunbeam-Talbot à l'arrière se distinguaient par un angle inversé.

Les nouveaux modèles Sunbeam-Talbot 80 et 90 sont présentés durant l'été 1948, et fabriqués dans la nouvelle usine de Ryton. Tous les deux avaient la même nouvelle conception rationalisée avec les ailes avant fluides dans lesquelles les  phares ont été intégrés d'une manière qui rappelle l'avant d'un avion de chasse, une forme qui aurait été trop familière pour les acheteurs potentiels de l'époque. Le concepteur, Ted White, a reconnu qu'une Packard d'avant-guerre avait été sa source d'inspiration. Les 80 ont de nouveau reçu l'ancien moteur des 10 et des Minx, mais cette fois avec une culasse à soupapes en tête. Les 90 avaient une version modifiée du quatre-cylindres Humber Hawk à arbres à came en tête de 2 litres de cylindrée. Les deux étaient disponibles en carrosserie berline de British Light Steel Pressings ou drophead coupé de Thrupp & Maberly. Le modèle Sunbeam-Talbot 80 à petit moteur de l'austère après-guerre fut abandonné dans les années 1950.
Les 90 ont continué à être produites, renommées 90 MK II, avec un nouveau châssis et suspension avant indépendante. Les phares ont été relevés de trois pouces pour répondre à la réglementation américaine et les feux de position avant ont été remplacés par une paire de petites grilles d'admission d'air. La 90 MK II avait aussi un moteur à soupapes en tête porté à 2.267 cm³. La MK IIA est arrivée en 1952, la principale mise à jour de ce modèle ayant été la suppression des guêtres de roue arrière.
Sunbeam-Talbot modèles vendus
- 1938-1948 Sunbeam Talbot Dix
- 1938-1940 Sunbeam-Talbot Trois Litres
- 1939-1948 Sunbeam-Talbot De 2 Litres
- 1939-1940 Sunbeam-Talbot Quatre Litres
- 1948-1950 Sunbeam-Talbot 80
- 1948-1954 Sunbeam-Talbot 90 Mk I, II ET IIA

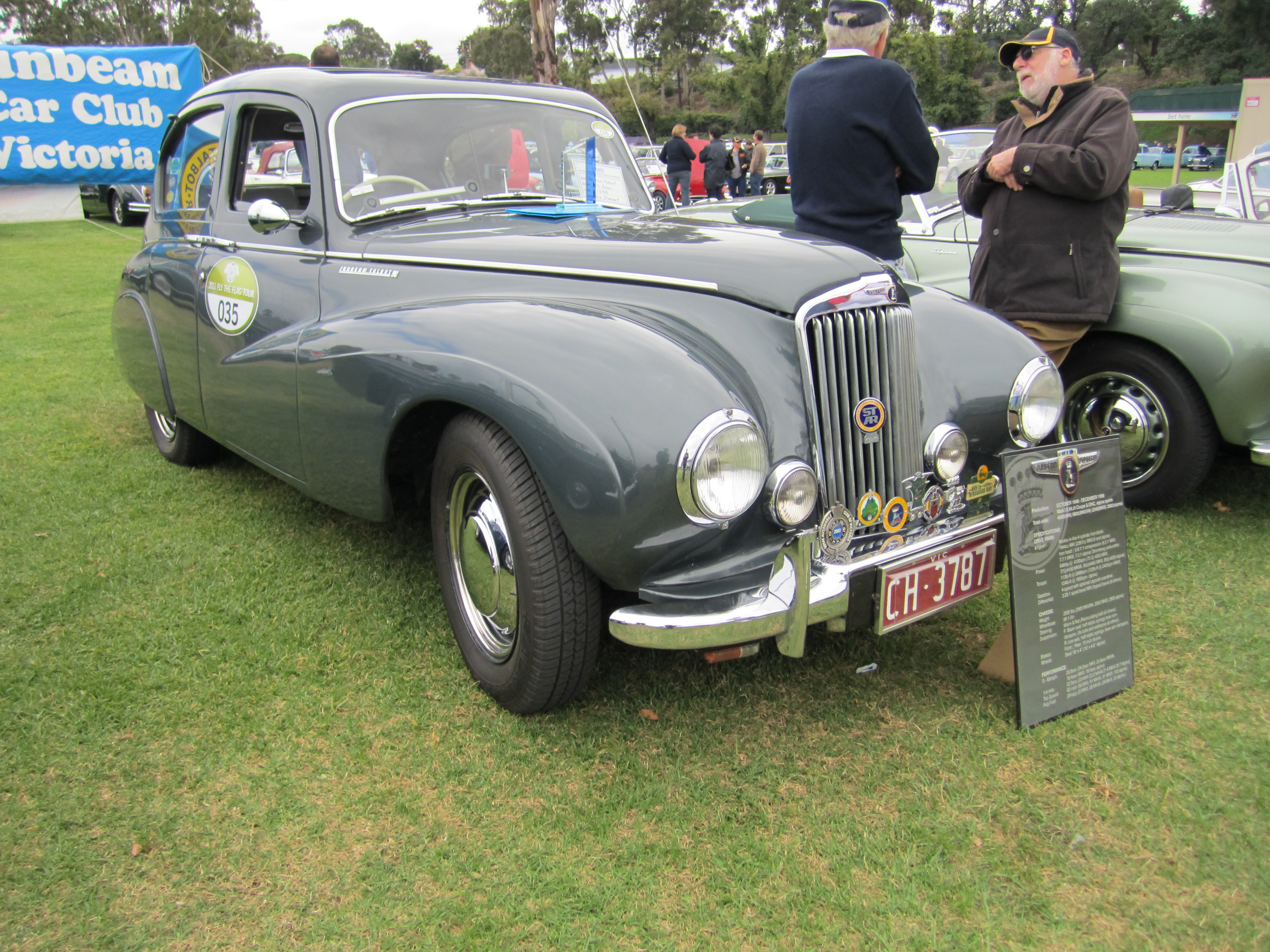
Berline 80 Mark I vers 1950
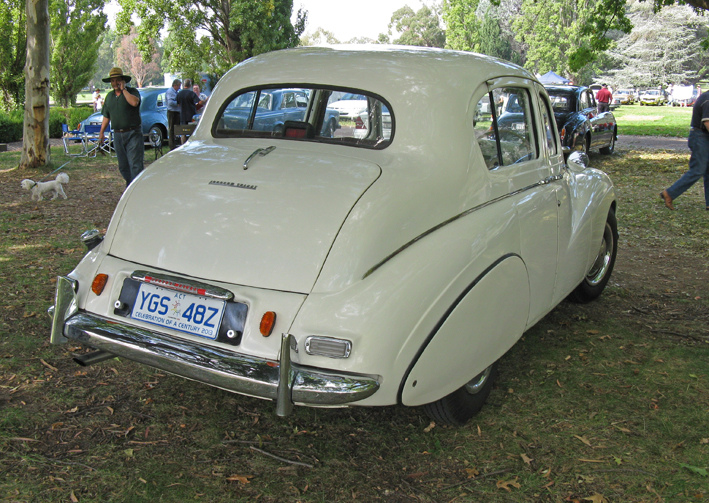
Berline 80 Mk I montrant les guêtres
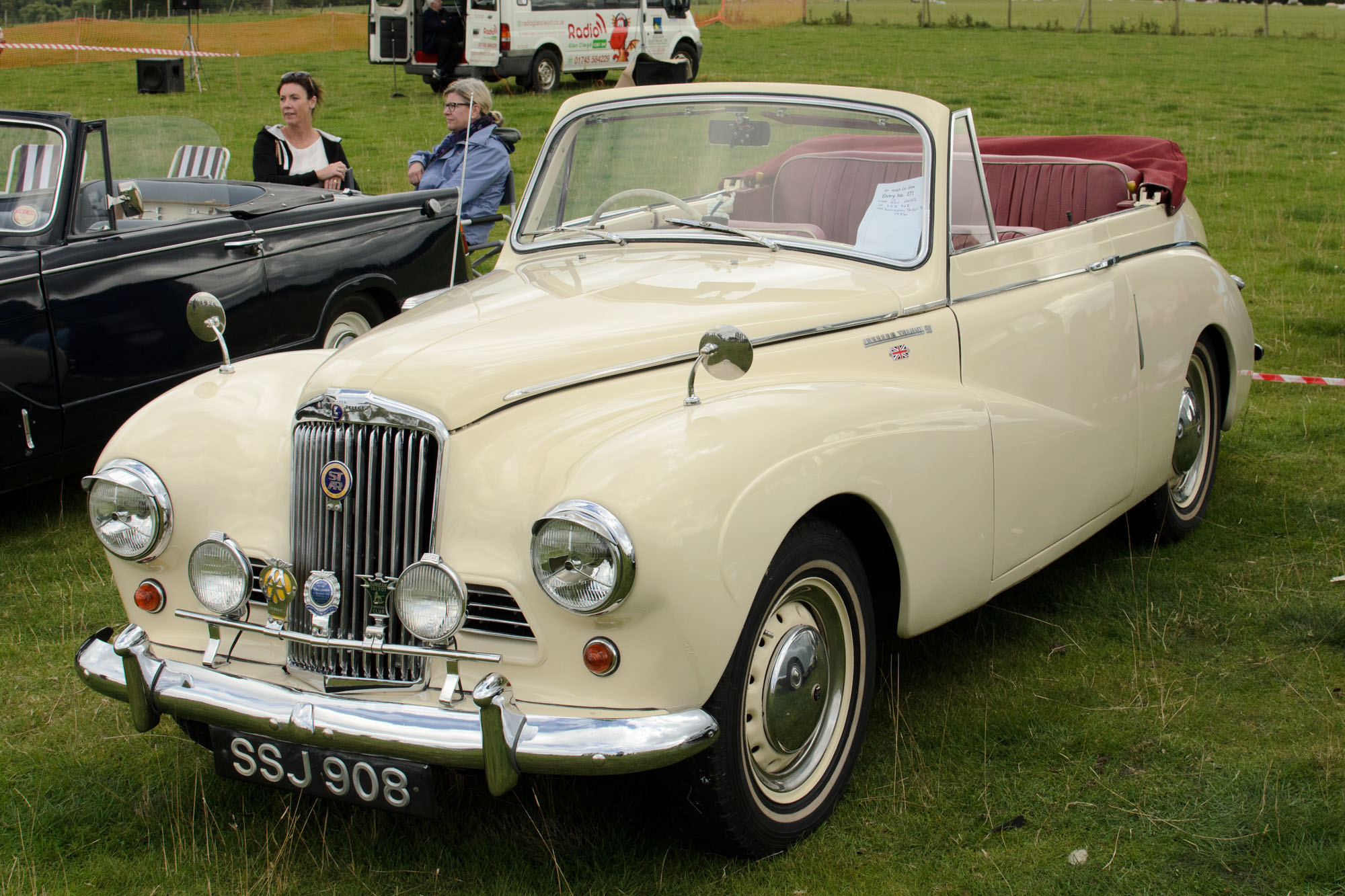
Décapotable 90 Mk IIA de 1954

## Sunbeam

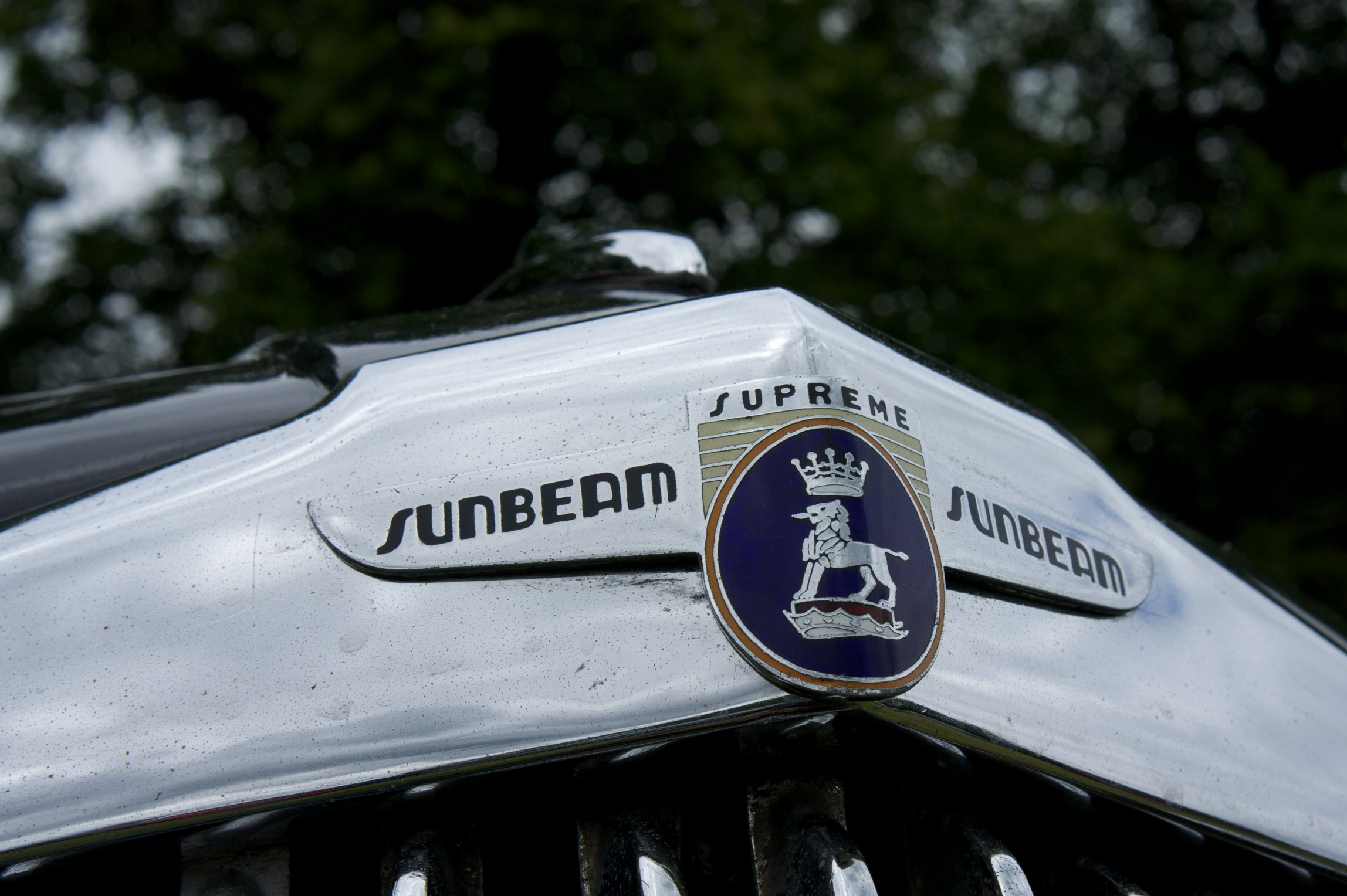

### Sunbeam-Talbot change de nom
Après une vingtaine d'années de confusion potentielle avec les Talbot françaises, avec qui elles n'avaient plus rien à voir depuis la reprise de Talbot France par Anthony Lago en 1934, ce nom fut abandonné en 1954 et la dernière révision a été badgée Sunbeam. Elle avait plus de grilles d'admission d'air à l'avant et trois sorties d'air en hublot juste en dessous et de chaque côté de l'arrière du capot. Le moteur développe 80 cv, étonnant par rapport aux 64 cv que de les premières 90 atteignaient, certes avec moins de cylindrée. En 1952, à la coupe des Alpes, des voitures remportèrent trois Coupes: l'Équipe d'Usine, les 1ères, 2ème et troisième places dans la classe 2 à 3 litres, et la coupe spéciale pour performance exceptionnelle. Un nom s'imposait pour un nouveau modèle !
La production de ce premier style d'après-guerre s'est finalement terminée en 1957.

### Alpine 2,25 Litres deux places ouverte, par Thrupp & Maberly

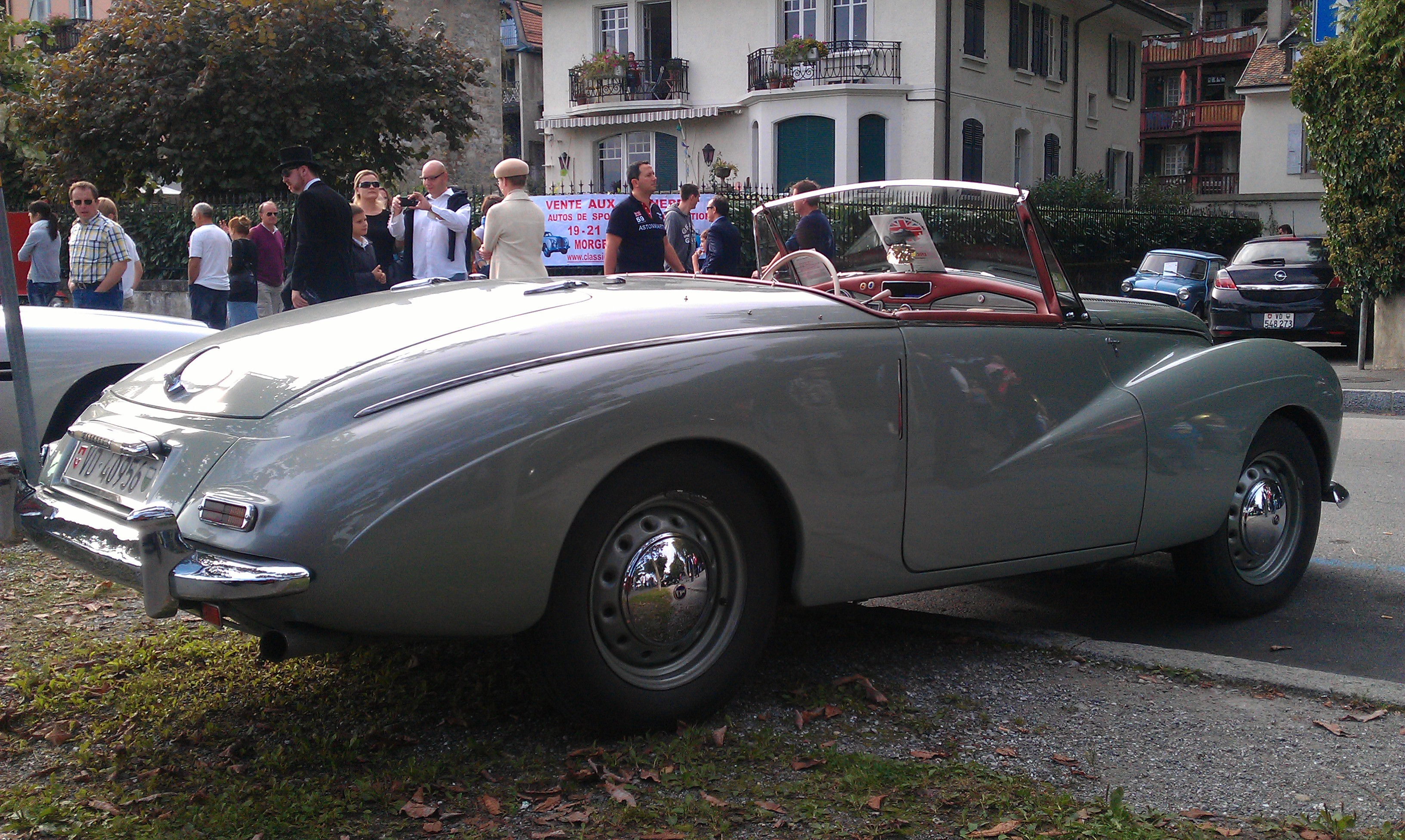
1954 Alpine à Morges, canton de Vaud, Suisse.
Cette voiture est immatriculée dans le Vaud.

La première Alpine est une sportive deux places spécialement réalisée par Thrupp & Maberly sur base de la décapotable quatre places standard. Très remarquée en rallyes et souvent victorieuse en Europe — les rallyes étaient alors un sport attirant plus de spectateurs que les courses de grand prix — elle est produite entre 1953 et 1955. La veille de son annonce, elle reçut le Dewar Trophy pour de nouveaux records de vitesse et d'endurance sur l'autoroute de la mer à Jabbeke et le circuit de Montlhéry.
Lors de sa première compétition, la Coupe des Alpes 1953, la nouvelle voiture a remporté la Coupe des Dames (avec Sheila Van Damm) et quatre Coupes des Alpes. Elles furent pilotées par Stirling Moss, John Fitch, G. Murray-Cadre et Sheila Van Damm.
Sous Rootes, les Subeam et les Talbot au nom unifié poursuivent la compétition dans certains sports moteur. Les deux places Alpine se sont avérées être très efficaces en rallye, avec de grands succès, aux mains des pilotes Sheila van Damm et Stirling Moss. Ces voitures ont participé et remporté de nombreux rallyes internationaux, notamment le Rallye de Monte-Carlo 1955. Rootes les engageait principalement dans les rallyes les plus populaires plutôt que sur d'autres compétitions.

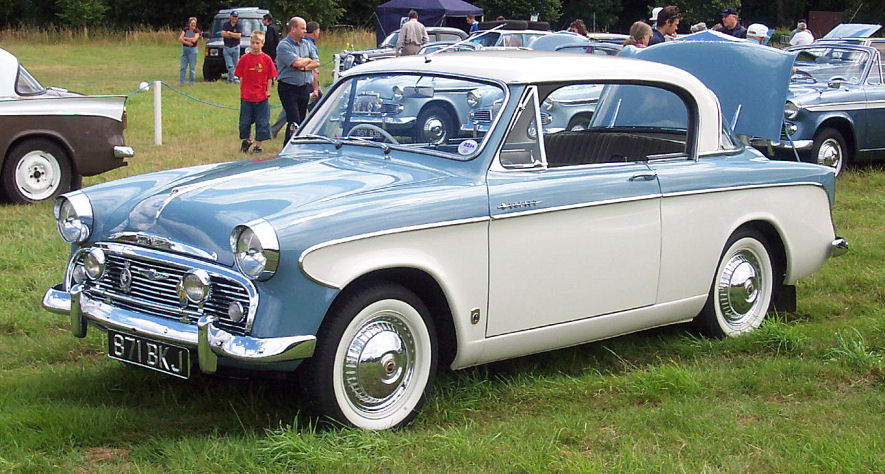
L'angle inverse de la vitre latérale arrière était typique des Sunbeam Rapier et des Sunbeam-Talbot.

### Sunbeam Rapier 1,5 Litre
La Sunbeam Rapier est une conception de Raymond Loewy, variante deux-portes à toit rigide de la Hillman Minx, disponible à partir d'octobre 1955. Par après, vendue comme cabriolet, elle affiche la signature Sunbeam-Talbot à l'arrière de la fenêtre de la première version hardtop.
Elle est remplacée, en 1967, par une version fastback deux-portes de la Hillman Hunter qui est restée en production jusqu'en 1976.

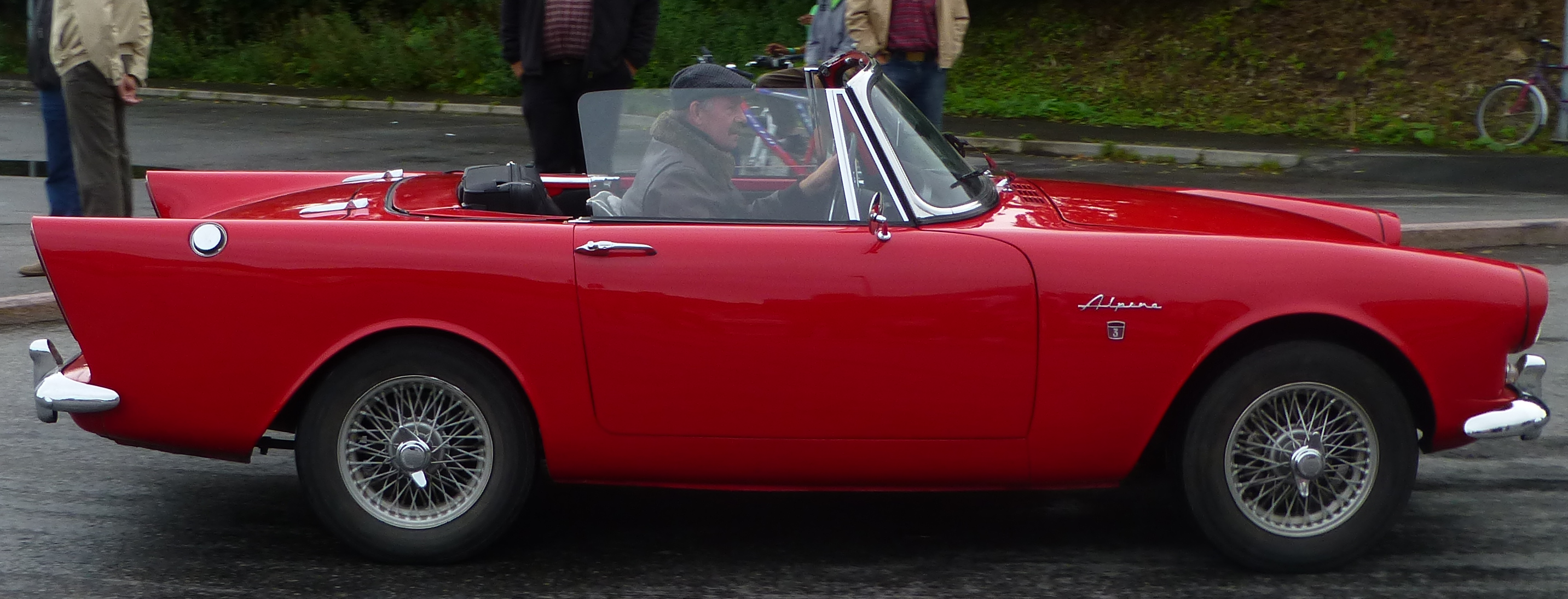
Sunbeam Alpine 1,5 Litre

### Sunbeam Alpine 1,5 Litre
De 1959 à 1968, c'est une voiture tout à fait différente de 1 ½ litre, portant le même nom, avec une forme de carrosserie Transatlantique à ailerons qui est faite sur un châssis modifié de Hillman Husky.

#### Variante Hunter
Rapier simplifiée. Sous la propriété de Chrysler, et poursuivant les anciennes formules Sunbeam-Talbot Dix et Sunbeam Rapier, une variante fastback deux-portes de la Hillman Hunter Minx a été vendue sous le nom Alpine entre 1969 et 1975. Exceptionnellement, cette Sunbeam était une version simplifiée de la Sunbeam Rapier.

### Sunbeam Tiger 4¾ Litres
La Sunbeam Tiger est une Sunbeam Alpine avec un V8 Ford de 4¼ litres, et plus tard de 4¾ litres.